# Petra Văideanu
Petra Văideanu (născută Mihalache, n. 24 august 1965, Câmpulung, Argeș, România) este o fostă atletă română ce a concurat în proba de heptatlon.

## Carieră
Sportiva a fost legitimată la CSȘA Câmpulung și la Minerul Câmpulung. A fost de trei ori campioană națională, în 1986, 1990 și 1992. Primul rezultat notabil pe plan internațional a fost locul opt la Campionatul European de Juniori din 1983.
La Campionatul European din 1990 atleta a obținut locul opt. Anul următor, a participat la Campionatul Mondial. La Campionatul European în sală din 1992, la Genova, a cucerit medalia de argint în urma compatrioatei Liliana Năstase. În același an a participat la Jocurile Olimpice de la Barcelona unde s-a clasat pe locul 13.
În anul 1993, Petra Văideanu a obținut locul șase la Campionatul Mondial în sală de la Toronto și în sezonul de aer liber s-a clasat pe locul 12 la Campionatul Mondial. La Campionatul European în sală din 1994 a ajuns pe locul opt.
În 2004 ea a fost decorată cu Medalia „Meritul Sportiv” clasa I.

## Rezultate
| An   | Competiție                               | Locație             | Loc | Eveniment | Note |
| ---- | ---------------------------------------- | ------------------- | --- | --------- | ---- |
| 1983 | Campionatul European de Juniori (sub 20) | Schwechat, Austria  | 8   | heptatlon | 5645 |
| 1990 | Campionatul European                     | Split, Iugoslavia   | 8   | heptatlon | 6264 |
| 1991 | Campionatul Mondial                      | Tokio, Japonia      | 22  | heptatlon | 5744 |
| 1992 | Campionatul European în sală             | Genova, Italia      | 2   | pentatlon | 4677 |
| 1992 | Jocurile Olimpice                        | Barcelona, Spania   | 13  | heptatlon | 6152 |
| 1993 | Campionatul Mondial în sală              | Toronto, Canada     | 6   | pentatlon | 4394 |
| 1993 | Campionatul Mondial                      | Stuttgart, Germania | 12  | heptatlon | 6105 |
| 1994 | Campionatul European în sală             | Paris, Franța       | 8   | pentatlon | 4456 |